# 人道事務與緊急援助副秘書長
人道事務與緊急援助副秘書長（Under-Secretary-General for Humanitarian Affairs and Emergency Relief Coordinator）是聯合國的高級主管，負責統籌聯合國人道事務協調廳業務，受聯合國秘書長指揮。現任副秘書長是由安東尼歐·古特瑞斯提名的英國籍 Thomas Fletcher，於2024年10月上任。

## 歷史
1991年，聯合國大會通過第46/182號決議，設立緊急援助協調專員（Emergency Relief Coordinator，ERC）職位，協助聯合國秘書長處理緊急人為事故，與負責自然災害事務的聯合國災難救助專員（UN Disaster Relief Coordinator，UNDRO）共同合作。其後不久，聯合國秘書長便將此一職位位階由專員提升為主管人道事務的副秘書長，與災難救助專員共用職銜。

## 歷任副秘書長
| #  | 姓名                    | 國籍 | 就任時間   | 卸任時間   |
| -- | ----------------------- | ---- | ---------- | ---------- |
| 1  | 楊·艾里亞森             | 瑞典 | 1992年     | 1994年     |
| 2  | 彼得·韓森               | 丹麥 | 1994年     | 1996年     |
| 3  | 明石康                  | 日本 | 1996年     | 1998年     |
| 4  | 塞爾吉奧·維埃拉·德·梅洛 | 巴西 | 1998年     | 2001年1月  |
| 5  | 大島賢三                | 日本 | 2001年1月  | 2003年6月  |
| 6  | 揚·埃格蘭               | 挪威 | 2003年6月  | 2006年12月 |
| 7  | 約翰·侯爾姆斯           | 英國 | 2007年1月  | 2010年9月  |
| 8  | 瓦萊麗·阿莫斯           | 英國 | 2010年9月  | 2015年5月  |
| 9  | 史蒂芬·歐布萊恩         | 英國 | 2015年5月  | 2017年9月  |
| 10 | 馬克·洛科克             | 英國 | 2017年9月  | 2021年7月  |
| 11 | 馬丁·格里菲斯           | 英國 | 2021年7月  | 2024年10月 |
| 12 | 托馬斯·弗萊徹           | 英國 | 2024年10月 | 現任       |

## 外部連結
- 聯合國圖書館中的副祕書長列表 （英文）